# Thelodon spilonota
Thelodon spilonota là một loài tò vò trong họ Ichneumonidae.